# 288 Glauke
288 Glauke este un asteroid din centura principală, descoperit pe 20 februarie 1890, de Robert Luther.